# Забіна Шульце
Забіна Шульце (нім. Sabina Schulze, 19 березня 1972) — німецька плавчиня.
Олімпійська чемпіонка 1988 року.
Чемпіонка світу з водних видів спорту 1986 року.